# Strobilanthes sarcorrhiza
Strobilanthes sarcorrhiza är en akantusväxtart som först beskrevs av C.Ling, och fick sitt nu gällande namn av Chao Zong Zheng, Yun Fei Deng och N.H.Xia. Strobilanthes sarcorrhiza ingår i släktet Strobilanthes och familjen akantusväxter. Inga underarter finns listade i Catalogue of Life.